# Jan Adriaan van Zuylen van Nijevelt
Pour les autres membres de la famille, voir Famille van Zuylen van Nijevelt.
Le baron Jan Adriaan van Zuylen van Nijevelt, né à Rotterdam le 25 août 1776 et mort à Leeuwarden le 29 mars 1840, est un homme politique néerlandais.

## Biographie
Il est le frère de Hugo van Zuylen van Nijevelt et l'oncle de Jacob van Zuylen van Nijevelt.

## Mandats
- Secrétaire général du gouvernement de la Frise orientale : 1806-1807
- Secrétaire général du gouvernement d'Amstelland : 1807-1808
- Secrétaire du Cabinet du roi Louis Bonaparte : 1808
- Secrétaire d'État (nl) : 1809
- Landdrost de Drenthe : 1810-1811
- Sous-préfet du district de Rotterdam : 1811-1813
- Greffier des États de Hollande : 1814-1826
- Gouverneur de la Frise : 1826-1840